# Carex echinochloiformis
Carex echinochloiformis là một loài thực vật có hoa trong họ Cói. Loài này được Y.L.Chang ex Y.C.Yang mô tả khoa học đầu tiên năm 1987.